# Catharina Ahlgren
Catharina Ahlgren, född 1734, död cirka 1810, var en svensk författare, publicist, poet, översättare och protofeminist. Hon var en av Sveriges första kvinnliga publicister och chefredaktörer, och utgav också den första tidskriften i Finland. Catharina Ahlgren var en av de första kvinnor i Sverige som försörjde sig som publicist inom tidskriftsbranschen. Hon var en känd författare i Sverige under 1750–1770-talen. Hon var också känd för sin korrespondens med Hedvig Charlotta Nordenflycht.

## Biografi
Catharina Ahlgren var dotter till Anders Ahlgren, häradshövding i Östergötland och Laurentia Juliana Liungenfeldt: hennes syster var gift med kanslisten i kungliga biblioteket, bokhandlare Johan Gustaf Halldin. Catharina Ahlgren var en tid kammarfru hos Lovisa Ulrika, men förlorade sin plats på grund av hovintriger. Den senare uppgiften kommer från hovintendenten och genealogen V. Örnberg som omkring 1890 skrev att hon varit "kammarfru vid hofvet men snart afdankad för intriger, dref en bokhandel som misslyckades. Öfversatte och föf. vittra saker".
Catharina Ahlgren gifte sig första gången med Bengt Edvard Eckerman, ryttmästare vid Skånska husarerna. Hon fick under sitt första äktenskap döttrarna sångerskan Charlotta Eckerman, Catharina Juliana Eckerman samt sönerna sjöman Bengt Gustaf och fänrik Christopher; hennes yngste son erkändes dock inte av maken som hans. Hennes döttrar blev kända kurtisaner. Paret hade ekonomiska bekymmer och äktenskapet upplöstes genom skilsmässa 1770. Hon gifte om sig med en boktryckargesäll vid namn Anders Bark eller Barck. Paret flyttade vid okänd tidpunkt till Finland, där hon finns bekräftad som bosatt år 1782. Även hennes andra äktenskap avslutades med skilsmässa. Mellan de två äktenskapen var hon verksam inom den expanderande tidskriftsbranschen.
Det finns inte mycket information om hennes sista år. Vid sin dotter Charlottas död år 1790 blev hon en av huvudarvingarna, och uppgavs då vara bosatt i Åbo. År 1796 bosatte hon sig hos sin dotter Julie i Linköping.
Hennes samtida Jonas Apelblad, som sammanställde ett pseudonym- och anonymlexikon över skribenter, beskrev henne som en stark och begåvad personlighet, och kallar henne i sitt anonymlexikon för "[f]emina potens, sed ingenio plena" (d.v.s. "Kraftfullt fruntimmer, men full med begåvning"), som inte levde ett mer fridfullt liv med sin andre make än med sin första.

## Karriär
Under frihetstiden och början av den gustavianska tiden utgavs många tidskrifter som utgav sig vara skrivna av och riktade sig till kvinnor. De var ofta filosofiska upplysningsskrifter där två kvinnliga berättarröster diskuterade aktuella händelser. Den första var Margareta Mommas tidskrift Samtal emellan Argi Skugga och en obekant Fruentimbers Skugga, som utgavs 1738–1739: tidskriften Det Enfaldiga Fruntimret utgiven av den anonyma Clarissa i fyra nummer 1773 och Den Swenska Aspasie. Weckoskrift för Fruentimmer som utkom med fyra nummer 1782, skrev båda av anonyma kvinnor: Eftersom dessa kvinnliga författare skrev anonymt under kvinnlig signatur, kan de sällan identifieras. 

### Diktare och översättare
Catharina Ahlgren var verksam som översättare redan 1753. Bland hennes översättningar fanns romanen La Femme Malheureuse, den franska översättningen av den engelska romanen The distressed wife; or, The history of Eliza Wyndham. Hon debuterade som poet år 1764, då hon tillägnade drottning Lovisa Ulrika ett poem på dennas födelsedag. 
Under sitt andra äktenskap ska hon under en tid ha drivit bokhandel. Hon publicerade även Hedvig Charlotta Nordenflycht: Nordenflycht skrev under namnet "Herdinnan i Norden", medan Ahlgren skrev under namnet "Herdinnan i Ahl-Lunden". Ahlgren medgav själv att hon inspirerades av Hedvig Charlotta Nordenflycht, och betonar liksom denna vikten av vänskap mellan två makar för att ett äktenskap ska kunna bli jämlikt.

### Journalist och tidningsutgivare
Ahlgren är kanske mest känd som journalist och redaktör. Hon utgav under signaturen "Adelaide" i tidningen Brefwäxling emellan twänne fruntimmer, den ena i Stockholm och den andra på landet i åskillige blandade ämnen, som gavs ut tre gånger i veckan i sextioåtta nummer under åren 1772–1773. Tidningen innehöll en följetongläsning av brev och berättelser med fokus på demokrati och på jämställdhet mellan könen och framhöll solidaritet och vänskap mellan kvinnor som ett beskydd mot manligt förmyndarskap. År 1773 utgav hon Brefväxling mellan Adelaide och några vittra snillen.
Ahlgren anses också vara utgivaren av De Nymodiga Fruntimren, eller Sophias och Bélisindes Tankespel, som skrevs och utgavs av signaturerna Belisinde och Sophie under år 1773. 
Catharina Ahlgren ska efter sin flytt till Finland 1782 ha varit utgivaren av tidskrifterna Om konsten att rätt behaga, och Angenäma Sjelfswåld, som tillhörde de första publikationerna i Finland.

## Verk
- Au jour de l'illustre naissance de sa majestee notre adourable Reine Le 24 Jullet, tillfällestdikt för Lovisa Ulrikas födelsedag, 1764
- Abrahams bepröfwelse, översättning från C.M. Wieland, 1772
- Brefwäxling emellan twänne fruntimmer, den ena i Stockholm och den andra på landet i åskillige blandade ämnen, 1-2, tidskrift, 29 oktober 1772-februari 1773, 24 nummer
- Det olyckliga Fruntimret, eller Elisabeth Windhams bedröfweliga öden, översättning 1772
- La Femme Malhereuse översättning
- Brefväxling emellan Adelaide och någre wittre snillen i omwäxlande ämnen tidskrift, 23 nummer, 1773
- Fortsättning af Adelaides brefwäxling, angående Fru Windhams historie, tidskrift, 20 nummer, 1773
- De Nymodiga Fruntimren, eller Sophias och Bélisindes Tankespel, 16 nummer, 1773
- Om konsten att rätt behaga, tidskrift
- Angenäma Sjelfswåld , tidskrift 1783
- Den lyckliga bondflickan, 1-2, översättning från C. de Fieux Mouhy, 1796-1811